# La Unión (Olancho)
La Unión è un comune dell'Honduras facente parte del dipartimento di Olancho.
Il comune venne istituito nel 1877.